# Epiactis fecunda
Epiactis fecunda är en havsanemonart som först beskrevs av Addison Emery Verrill 1899.  Epiactis fecunda ingår i släktet Epiactis och familjen Actiniidae. Inga underarter finns listade i Catalogue of Life.